# 안장헌
안장헌(安張憲, 1976년 8월 5일 ~ )은 대한민국의 정치인이다.

## 학력
- 성균관대학교 경제학과 졸업

## 경력
- 민주당 충청남도당 아산시 지역위원회 사무국장
- 배방큰나무도서관 관장
- 2010.07 ~ 2014.06: 제6대 충청남도 아산시의회 의원
- 2014.07 ~ 2018.04: 제7대 충청남도 아산시의회 의원
- 2018년 7월 1일 ~ 2022년 6월 30일: 제11대 충청남도의회 의원
- 2022년 7월 1일 ~ : 제12대 충청남도의회 의원

## 역대 선거 결과
|  | 34.82% |

|  | 26.04% |

|  | 67.07% |

|  | 56.24% |